# Jai Hindley
Jai Hindley (Perth, 5 maggio 1996) è un ciclista su strada australiano che corre per il team Red Bull-Bora-Hansgrohe. Professionista dal 2018, ha caratteristiche di scalatore; dopo aver concluso il Giro d'Italia 2020 al secondo posto, nel 2022 si è aggiudicato la classifica generale della "Corsa Rosa".

## Carriera
All'età di sei anni sale per la prima volta su una bici, incoraggiato dai genitori, appassionati di ciclismo, e a 13 anni partecipa alla sua prima gara. Nel 2013 conquista la medaglia di argento nella prova in linea juniores dei Campionati oceaniani di ciclismo su strada. L'anno successivo ottiene un terzo posto nel campionato nazionale e un altro nel campionato continentale. 
Nel 2016 vince il Gran Premio Capodarco in Italia e la settimana successiva si piazza al quinto posto della classifica generale del Tour de l'Avenir. A inizio 2017 arriva secondo allo Herald Sun Tour e terzo nella prova in linea dei Campionati oceaniani; in aprile si piazza secondo al Trofeo Città di San Vendemiano e pochi giorni dopo vince il Toscana Terra di Ciclismo Eroica. In giugno partecipa al Giro d'Italia Under-23 vincendo l'ultima tappa e piazzandosi al terzo posto in classifica generale; conclude la stagione con il successo al Tour of Fuzhou, gara a tappe in Cina.
Dopo due anni in squadre Continental, nel 2018 fa il grande salto nel World Tour accasandosi, insieme al connazionale Michael Storer, alla tedesca Sunweb. Al primo anno nella massima categoria si piazza decimo al Giro di Slovenia 2018 e partecipa alla sua prima Vuelta a España; nella stagione seguente, dopo aver partecipato come gregario al suo primo Giro d'Italia, conclude secondo, alle spalle del solo Pavel Sivakov, nella classifica finale del Giro di Polonia 2019.

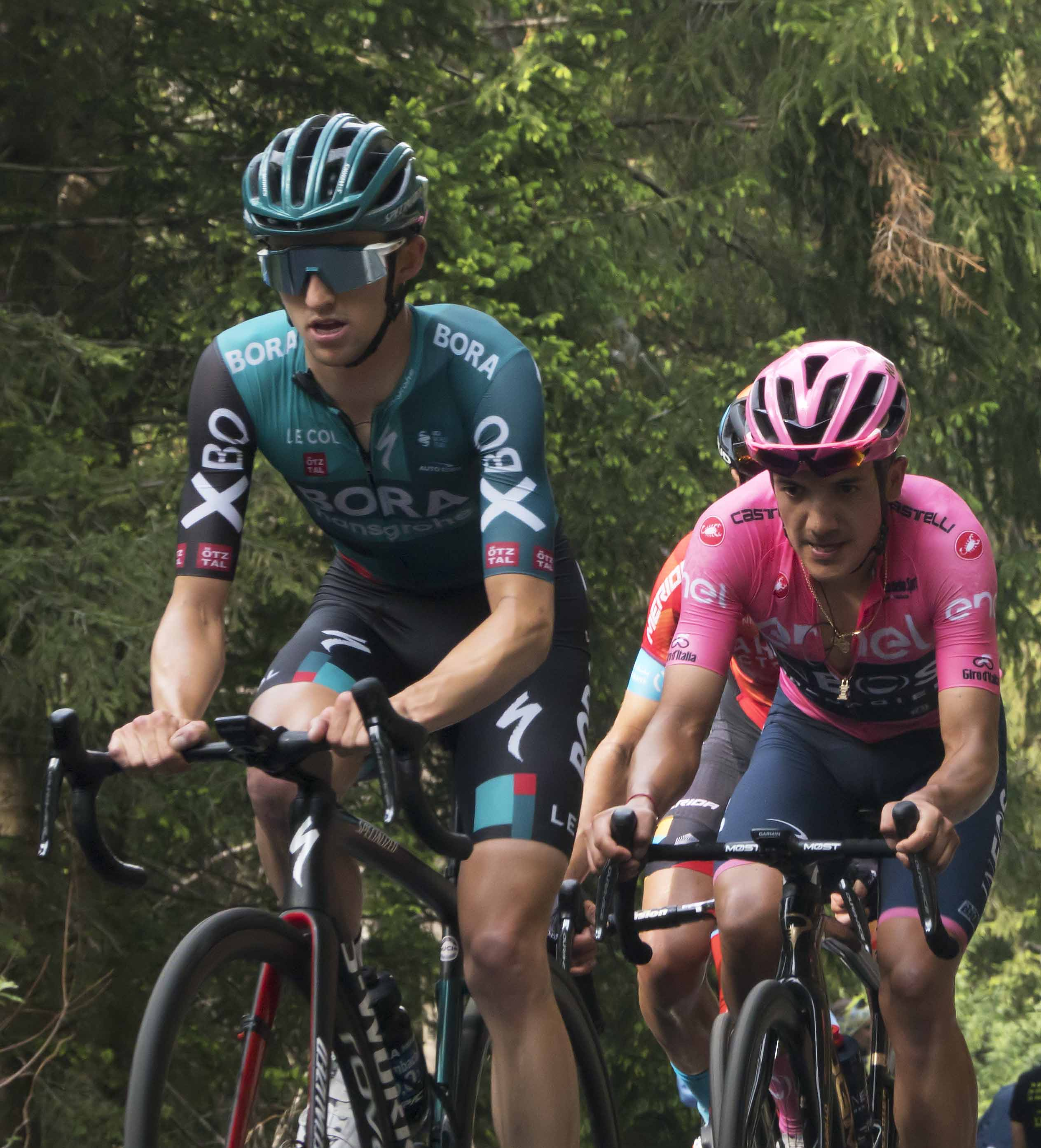
Jai Hindley durante una salita con alla sua ruota Richard Carapaz in maglia rosa al Giro d'Italia 2022.

Apre la stagione 2020 con il successo finale allo Herald Sun Tour, arricchito da due vittorie parziali nella seconda e nella quarta tappa. Dopo lo stop all'attività a causa della pandemia di COVID-19, prende il via al Giro d'Italia. Entrato nella Top 10 di classifica dopo la nona tappa a Roccaraso, e salito al terzo posto parziale dopo la quindicesima frazione a Piancavallo, il 22 ottobre vince in volata, superando Tao Geoghegan Hart, la diciottesima tappa, da Pinzolo ai Laghi di Cancano, tappa che comprendeva la Cima Coppi sul Passo dello Stelvio; questa vittoria lo porta al secondo posto in classifica generale alle spalle del compagno di squadra, l'olandese Wilco Kelderman. Due giorni dopo, grazie al secondo posto nella penultima tappa del Giro, la Alba-Sestriere, va a vestire la maglia rosa del primato. È però costretto a cedere la maglia, definitivamente, il giorno successivo, al termine della cronometro finale di Milano, terminando la corsa al secondo posto, battuto di 39 secondi da Geoghegan Hart.
Dopo essersi ritirato al Giro d'Italia 2021, torna nel 2022 alla Corsa Rosa come una delle tre punte della Bora-Hansgrohe insieme a Buchmann e Kelderman. Nell'occasione riesce a portare a casa il "Trofeo senza fine", anticipando in classifica generale il favorito Richard Carapaz, Mikel Landa e Vincenzo Nibali, vincendo pure la nona tappa con arrivo sul Blockhaus. Diventa così il primo australiano a vincere il Giro.

## Palmarès
- 2016 (Attaque Team Gusto)

Gran Premio Capodarco (con la Selezione australiana)
- 2017 (Mitchelton-Scott)

Classifica generale Toscana Terra di Ciclismo Eroica
7ª tappa Giro d'Italia Under-23 (Cima Pantin > Francavilla al Mare)
4ª tappa Tour of Fuzhou (Yong Tai > Yun Ding)
Classifica generale Tour of Fuzhou
- 2020 (Team Sunweb, quattro vittorie)

2ª tappa Herald Sun Tour (Beechworth > Falls Creek)
4ª tappa Herald Sun Tour (Mansfield > Mount Buller)
Classifica generale Herald Sun Tour
18ª tappa Giro d'Italia (Pinzolo > Laghi di Cancano)
- 2022 (Bora-Hansgrohe, due vittorie)

9ª tappa Giro d'Italia (Isernia > Blockhaus)
Classifica generale Giro d'Italia
- 2023 (Bora-Hansgrohe, una vittoria)

5ª tappa Tour de France (Pau > Laruns)

### Altri successi
- 2016 (Attaque Team Gusto)

Classifica giovani An Post Rás
- 2017 (Mitchelton-Scott)

Classifica giovani Herald Sun Tour
1ª tappa, 1ª semitappa Toscana Terra di Ciclismo Eroica (Cinigiano > Cinigiano, cronosquadre)
Classifica GPM Toscana Terra di Ciclismo Eroica
- 2020 (Team Sunweb)

Classifica scalatori Herald Sun Tour

## Piazzamenti

### Grandi Giri
- Giro d'Italia

2019: 35º
2020: 2º
2021: non partito (14ª tappa)
2022: vincitore
2025: ritirato (6ª tappa)
- Tour de France

2023: 7º
2024: 18º
- Vuelta a España

2018: 32º
2022: 9º

### Classiche monumento
- Liegi-Bastogne-Liegi

2022: non partito
2023: 83º
2024: 52º
- Giro di Lombardia

2018: 47º
2019: 31º
2020: 65º
2023: 44º
2024: 24º

### Competizioni mondiali
- Campionati del mondo

Ponferrada 2014 - In linea Juniores: 24º
Doha 2016 - In linea Under-23: 144º
Bergen 2017 - In linea Under-23: 64º
Innsbruck 2018 - In linea Under-23: 11º
Imola 2020 - In linea Elite: ritirato
Wollongong 2022 - In linea Elite: 49º
Zurigo 2024 - In linea Elite: 18º